# Wikipédia en dotyali
Wikipédia en dotyali (en dotyali : डोटेली विकिपिडिया, Ḍōṭēlī vikipiḍiyā) est l'édition de Wikipédia en dotyali, langue indo-aryenne originaire du Népal. L'édition est lancée le 24 avril 2017,. Son code est : dty.
Au 21 mars 2025, l'édition en dotyali contient 3 590 articles et compte 7 357 contributeurs, dont 21 contributeurs actifs et 2 administrateurs.

## Présentation

Provinces du Népal où est parlé le dotyali.

## Statistiques
- Le 13 septembre 2024, l'édition en dotyali contient 3 551 articles et compte 6 989 contributeurs, dont 25 contributeurs actifs et 3 administrateurs.